# Партия справедливости, развития демократии и самоуважения
Партия CAHDİ (сомал. Cadalada, Horumarİnta, Dİmuqradİyada İyo İsqadarİnta, дословно — «Партия справедливости, развития демократии и самоуважения») — либеральная политическая партия в Сомали.
Партия CAHDİ является полноправным членом Либерального интернационала, Арабской либеральной федерации и полноправным членом Африканской либеральной сети, которая является главной либеральной сетью на континенте. 
Партия утверждает, что она желает стабилизировать, реформировать, восстановить единство и превратить Сомали в современное либеральное федеративное государство.
У партии есть международные представительства в Великобритании, Европейском союзе и США. 

## Руководство
- Председатель: Абдирахман Абдигани Ибрахим Биле — сомалийский политик, профессор и бизнесмен, также является основателем партии, основателем и владельцем Bile Holding Company (BHC)[2].

- Генеральный секретарь: Мохамед Махмуд Ибрагим[англ.] — бывший заместитель премьер-министра и министр иностранных дел Сомали[2].
- Заместитель председателя партии, секретарь партии по федеральным делам: Абдалла Ахмед Ибрагим[2].
- Председатель по делам женщин: Исмахан Абдирахман Бутаан[2].
- Секретарь по международным отношениям: Маглам Салах Гебелла[2].
- Секретарь образования: Х. Э. Омар Абдикарим Ш. Омар Дахир[2].
- Секретарь реконструкции: Надифо Осман — бывшая министр общественных работ, отдела реконструкции и жилищного строительства Федерального правительство Сомали[2].
- Секретарь внутренних дел: Сираджи Исак Адоу[2].